# Kékkút
Kékkút es un pueblo ubicado en el distrito de Tapolca, en el condado de Veszprém, Hungría.

## Superficie
Posee una superficie de 3,680 kilómetros cuadrados.

## Demografía
Hasta 2019 la población era de 53 habitantes, con una densidad de población de 14,40 habitantes por kilómetro cuadrado.